# Wahlkreis Glasgow North West
| Glasgow North West   |
| -------------------- |
| Glasgow North West   |
| Gebildet             |
| 2005                 |
| Abgeordneter         |
| Carol Monaghan (SNP) |
| Regionen             |
| Glasgow              |

Glasgow North West ist ein Wahlkreis für das Britische Unterhaus. Er wurde 2005 geschaffen und deckt die nordwestlichen Gebiete der Council Area Glasgow ab. Der Wahlkreis entsendet einen Abgeordneten.
Vor den Unterhauswahlen 2005 deckten zehn Wahlkreise die Council Area Glasgow ab, reichten jedoch auch über die Grenzen Glasgows hinaus. 2005 wurde die Wahlkreisstruktur überarbeitet und Glasgow in sieben Wahlkreise untergliedert, welche nun jedoch ausschließlich innerhalb der Grenzen der Council Area liegen und diese vollständig abdecken. In diesem Zuge wurde Glasgow North West eingeführt.

## Wahlergebnisse

### Unterhauswahlen 2005
| Ergebnisse der Unterhauswahlen 2005 | Ergebnisse der Unterhauswahlen 2005 | Ergebnisse der Unterhauswahlen 2005 | Ergebnisse der Unterhauswahlen 2005 |
| Partei                              | Kandidat                            | Stimmen                             | %                                   |
| ----------------------------------- | ----------------------------------- | ----------------------------------- | ----------------------------------- |
| Labour                              | John Robertson                      | 16.748                              | 49,2                                |
| Liberal Democrats                   | Paul Graham                         | 6655                                | 19,5                                |
| SNP                                 | Graeme Hendry                       | 4676                                | 13,7                                |
| Conservative                        | Murray Roxburgh                     | 3262                                | 9,6                                 |
| Green                               | Martha Wardrop                      | 1333                                | 3,9                                 |
| Socialist                           | Anthea Irwin                        | 1108                                | 3,3                                 |
| Socialist Labour Party              | Colin Muir                          | 279                                 | 0,8                                 |

### Unterhauswahlen 2010
| Ergebnisse der Unterhauswahlen 2010 | Ergebnisse der Unterhauswahlen 2010 | Ergebnisse der Unterhauswahlen 2010 | Ergebnisse der Unterhauswahlen 2010 | Ergebnisse der Unterhauswahlen 2010 |
| Partei                              | Kandidat                            | Stimmen                             | %                                   | ±                                   |
| ----------------------------------- | ----------------------------------- | ----------------------------------- | ----------------------------------- | ----------------------------------- |
| Labour                              | John Robertson                      | 19.233                              | 54,1                                | +4,9                                |
| Liberal Democrats                   | Natalie McKee                       | 5622                                | 15,8                                | −3,7                                |
| SNP                                 | Margaret Park                       | 5430                                | 15,3                                | +1,6                                |
| Conservative                        | Richard Sullivan                    | 3537                                | 9,9                                 | +0,3                                |
| Green                               | Moira Crawford                      | 882                                 | 2,5                                 | −1,4                                |
| BNP                                 | Scott McLean                        | 699                                 | 2,0                                 | +2,0                                |
| Communist                           | Marc Livingstone                    | 179                                 | 0,5                                 | +0,5                                |

### Unterhauswahlen 2015
| Ergebnisse der Unterhauswahlen 2015 | Ergebnisse der Unterhauswahlen 2015 | Ergebnisse der Unterhauswahlen 2015 | Ergebnisse der Unterhauswahlen 2015 | Ergebnisse der Unterhauswahlen 2015 |
| Partei                              | Kandidat                            | Stimmen                             | %                                   | ±                                   |
| ----------------------------------- | ----------------------------------- | ----------------------------------- | ----------------------------------- | ----------------------------------- |
| SNP                                 | Carol Monaghan                      | 23.908                              | 54,5                                | +39,2                               |
| Labour                              | John Robertson                      | 13.544                              | 30,9                                | −23,2                               |
| Conservative                        | Roger Lewis                         | 3692                                | 8,4                                 | −1,5                                |
| Liberal Democrats                   | James Harrison                      | 1194                                | 2,7                                 | −13,1                               |
| Green                               | Moira Crawford                      | 1167                                | 2,7                                 | +0,2                                |
| Cannabis Is Safer Than Alcohol      | Chris MacKenzie                     | 213                                 | 0,5                                 | +0,5                                |
| Communist                           | Zoe Streatfield                     | 136                                 | 0,3                                 | −0,2                                |

### Unterhauswahlen 2017
| Ergebnisse der Unterhauswahlen 2017 | Ergebnisse der Unterhauswahlen 2017 | Ergebnisse der Unterhauswahlen 2017 | Ergebnisse der Unterhauswahlen 2017 | Ergebnisse der Unterhauswahlen 2017 |
| Partei                              | Kandidat                            | Stimmen                             | %                                   | ±                                   |
| ----------------------------------- | ----------------------------------- | ----------------------------------- | ----------------------------------- | ----------------------------------- |
| SNP                                 | Carol Monaghan                      | 16.508                              | 42,5                                | −12,0                               |
| Labour                              | Michael Shanks                      | 13.947                              | 35,9                                | +5,0                                |
| Conservative                        | Christopher Land                    | 7002                                | 18,0                                | +9,6                                |
| Liberal Democrats                   | James Speirs                        | 1387                                | 3,6                                 | +0,9                                |

### Unterhauswahlen 2019
| Ergebnisse der Unterhauswahlen 2019 | Ergebnisse der Unterhauswahlen 2019 | Ergebnisse der Unterhauswahlen 2019 | Ergebnisse der Unterhauswahlen 2019 | Ergebnisse der Unterhauswahlen 2019 |
| Partei                              | Kandidat                            | Stimmen                             | %                                   | ±                                   |
| ----------------------------------- | ----------------------------------- | ----------------------------------- | ----------------------------------- | ----------------------------------- |
| SNP                                 | Carol Monaghan                      | 19.678                              | 49,5                                | +7,0                                |
| Labour                              | Patricia Ferguson                   | 11.319                              | 28,5                                | −7,4                                |
| Conservative                        | Ade Aibinu                          | 6022                                | 15,2                                | −2,8                                |
| Liberal Democrats                   | James Speirs                        | 2716                                | 6,8                                 | +3,2                                |